# Hemoragie postnatală
Sângerarea postnatală sau hemoragia postnatală (PPH) este definită ca o pierdere de mai mult de 500 ml sau 1.000 ml de sânge în primele 24 de ore după naștere. Unii specialiști au adăugat cerința ca să existe semne sau simptome de volum redus de sânge pentru a confirma existența afecțiunii..

## Simptome
Semnele și simptomele pot include inițial: o frecvență cardiacă mărită, senzație de leșin cauzată de schimbarea posturii și o rată crescută a respirației. Pe măsură ce se pierde mai mult sânge, femeia poate avea senzație de frig, tensiunea arterială poate scădea și poate deveni neliniștită sau își poate pierde cunoștința. Afecțiunea poate apărea până la șase săptămâni după naștere.

## Cauze
Cea mai comună cauză este pierderea tonusului musculaturii uterului ca urmare a nașterii. neeliminarea completă a placentei, o rupere a uterului sau tulburări de coagulare a sângelui reprezintă alte posibile cauze. Apare mai des la persoanele care: au deja un nivel scăzut de globule roșii, sunt din Asia, cu bebeluși mari sau mai mult de un copil, sunt obeze sau au peste 40 de ani. Poate fi mai comună în cazul operațiilor de cezariană, în cazul celor cărora li se administrează medicamente pentru a declanșa nașterea sau celor care au o epiziotomie.

## Prevenire și tratament
Prevenirea presupune diminuarea factorilor de risc, inclusiv, dacă este posibil, proceduri asociate afecțiunii și administrarea oxitocinei pentru a stimula uterul să se contracte la scurt timp după nașterea bebelușului. Misoprostol poate fi utilizat în locul oxitocinei în situația în care nu este disponibilă. Tratamentele pot include: administrarea de lichide intravenos, transfuzii de sânge și administrarea ergotaminei pentru a cauza în continuare contracții uterine. Eforturile de a strânge uterul prin masaj pot fi eficiente în cazul în care alte tratamente nu funcționează. Aorta poate fi strânsă, de asemenea, prin apăsarea pe abdomen. Organizația Mondială a Sănătății a recomandat costumul non-pneumatic antișoc pentru ajutor, până ce alte măsuri pot fi luate, de exemplu, o intervenție chirurgicală.

## Epidemiologie
În lumea dezvoltată aproximativ 1,2% dintre nașteri sunt asociate cu PPH, iar când PPH a avut loc, aproape 3% dintre femei au decedat. La nivel mondial, duce la un număr de 44.000 și până la 86.000 de decese pe an, constituind principala cauză de deces în timpul sarcinii. Aproximativ 0,4 femei din 100.000 de nașteri mor din cauza PPH în Regatul Unit al Marii Britanii, în timp ce 150 de femei din 100.000 de nașteri mor în Africa sub-sahariană. Ratele de deces au scăzut substanțial în Regatul Unit, cel puțin de la sfârșitul anilor 1800.